# ГЭС Юсуфели
ГЭС Юсуфели (тур. Yusufeli Barajı ve Hidroelektrik Santrali) —  гидроэлектростанция на реке Чорох в Турции, расположена в иле Артвин на северо-востоке страны. Арочная плотина станции имеет высоту 270 м и в 2021 году является самой высокой плотиной в Турции и девятой по высоте плотиной в мире.

## Общие сведения
ГЭС Юсуфели - плотинная гидроэлектростанция с установленной мощностью 545 МВт. ГЭС входит в состав каскада плотин на Чорохе, который преследует цели получения гидроэлектроэнергии, уменьшения паводков на реке и используется в целях ирригации.
При нормальном напорном уровне 710 м НУМ гидроузел формирует водохранилище 
площадью 33 км², емкостью 2,13 км³ и полезным объемом 1,08 км³. Плотинный водосброс имеет максимальную пропускную способность 8000 м³/сек. Среднегодовое производство электричества — 1,705 млрд.  кВт⋅ч.
Стоимость строительства гидроузла оценивается в 270 млн. USD. Строительство плотины было завершено в 2021 году, заполнение водохранилища было начато в декабре 2022 года и завершилось в августе 2023 года.